# Paulo Oliveira
Vicente de Paulo Oliveira (Fortaleza, 16 de março de 1951), mais conhecido como Paulo Oliveira, é um radialista brasileiro.

## Carreira
Começou sua carreira em 1969, na Rádio Dragão do Mar. Posteriormente trabalhou na Rádio Iracema e Ceará Rádio Clube. Na televisão, foi apresentador da TV Manchete e TV Ceará.
Em setembro de 2010 Paulo Oliveira foi eleito pela revista Fale! um dos 30 cearenses mais influentes do ano.
Trabalhou na Rádio Verdes Mares, onde apresentou por 35 anos o Programa Paulo Oliveira, das 5hs às 9hs e a versão televisiva do referido programa de rádio na TV Diário de Fortaleza, de 9h30min às 11hs. Em ambos os programas participou a jornalista Maria Eugênia, correspondente no Rio de Janeiro, que debatia com ele sobre fofocas de celebridades, depois sendo apresentado por ele mesmo, com o nome Mexericos da Candinha, cujo tema musical é uma música homônima de Roberto Carlos. No seu programa de rádio tiveram participações de jornalistas como Tom Barros, comentando sobre alguma matéria do Jornal Diário do Nordeste, Aurélio Menezes comentando o noticiário policial e José Maria Melo o vaivém de pessoas influentes direto do aeroporto de Fortaleza.
É casado pela segunda vez e pai de Samir, Savanna e Paulo Sadat.
Em 02 de fevereiro de 2022, o próprio radislista, através do seu instagram, informou o seu desligamento da Rádio Verdes Mares após 35 anos na emissora, dando fim a um dos mais tradicionais programas do rádio cearense.
Em 16 de fevereiro de 2022 o radialista anuncia que irá comandar, a partir de 03 de março de 2022, na Rádio de Notícias, o seu programa, que será de segunta a sexta das 6 as 9hs da manhã.